# Martin Kačur
Martin Kačur. Živeljenjepis idealista ist ein Roman des slowenischen Schriftstellers Ivan Cankar, der im Jänner 1907 mit der Jahreszahl 1906 erschienen ist. Die deutsche Übersetzung lautet Martin Kačur. Lebensbeschreibung eines Idealisten.
Cankar beschreibt Verhältnisse im Slowenien des späten 19. Jahrhunderts. Wie die Erzählung Der Knecht Jernej und sein Recht, die zur selben Zeit entstanden ist, verläuft der Roman pessimistisch und der Held scheitert. Der Aufbau des Werkes ist symmetrisch gegliedert. Im ersten Teil herrscht noch idealistische Zuversicht, im zweiten Teil wird der Held gebrochen und im dritten und letzten Teil erfolgt Resignation und Zusammenbruch.

## Inhalt
Der fortschrittliche und idealistische junge Lehrer Martin Kačur, der sich wegen seines Eifers mit Bürgermeister und Direktor entzweit hatte, kommt nach Zapolje. Auch hier will er seinen Idealen zum Durchbruch verhelfen und plant, einen Leseverein zu gründen, damit die Bewohner lesen lernen und sich weiterbilden können. Doch die konservativen Kräfte treten ihm entgegen und es wird ihm vorgeworfen, Zwietracht unter der Bevölkerung zu säen. Er muss den Ort verlassen. Zugleich verrät ihn auch seine treulose Geliebte aus dem Nachbarort.
Nun wird er in den trostlosen Ort Blatni dol versetzt. Hier ist es düster, das Moor liegt in der Umgebung, und die Bewohner sind stumpfe Taglöhner. Als er erneut versucht, Verbesserungen einzuführen, wird ihm vom Bürgermeister sogar versteckt mit dem Totschlag gedroht. Schon einmal ist es einem Schmied hier so ergangen. Das Mädchen Tončka zieht ihn in ihren Bann und er heiratet sie, obwohl er ahnt, dass das sein Untergang werden wird. Schließlich resigniert er und ergibt sich dem Trunk.
Nach zehn Jahren wird er überraschend in den freundlichen Ort Lazi versetzt. Die Zeiten haben sich geändert, alles ist nun liberal eingestellt und Martin eckt mit seinen angenommenen brutalen und konservativen Lehrmethoden an. Er hat nicht mehr die Kraft sich zu ändern. Zugleich muss er mitansehen, wie sein ehemaliger opportunistischer Kollege Ferjan nun hier zum Schuldirektor avanciert ist. Die Ungerechtigkeit erfährt noch ihre Krönung dadurch, dass Ferjan ihn auch mit seiner Frau betrügt. Als sein schwächliches Kind, das ganz das Ebenbild Martins ist, stirbt, taumelt er betrunken in den Schnee hinaus. In einer letzten Vision sieht er den ermordeten Schmied aus Blatni dol sich über ihn beugen und stirbt.

## Wirkung
Martin Kačur zählt zu den Hauptwerken Cankars. Der meisterhaft aufgebaute und erzählte Roman schildert die psychologische Entwicklung eines Menschen, die über sein zeitgebundenes slowenisches Ambiente hinaus durchaus allgemeingültig zu verstehen ist. In ihm wird auch bereits die politische Dimension von Cankars Denken sichtbar.
Nach dem Erscheinen des Romans wurde er von der slowenischen Kritik positiv aufgenommen und war bereits im Erscheinungsjahr vergriffen. Im Rahmen seiner Werkausgabe erschien das Buch wieder 1929. Der Herausgeber, Izidor Cankar, urteilte:
"Martin Kacur – Lebensbeschreibung eines Idealisten stellt die am besten gebaute, plastischste, stilistisch vollkommenste, gedanklich und formal am einheitlichsten konzipierte, beste Erzählung von Ivan Cankar dar".
Martin Kačur ist eines der bekanntesten und auch meistübersetzten Werke von Ivan Cankar. Es wurde 1986 vom italienischen Wochenblatt Europea aus hundert Romanen der ersten Hälfte des 20. Jahrhunderts zum "europäischen Roman des Jahres 1906" ernannt.

## Ausgaben
- Martin Kačur. Ljubljana: Anton Knezova knjižnica, 1906
- Zbrani spisi Bd. 9. Ljubljana: Nova Založba, 1929
- Martin Kačur. Ljubljana, 1947
- Izbrana dela Bd. 5. Ljubljana, 1953
- Martin Kačur. Ljubljana, 1965
- Martin Kačur. Ljubljana: Knjižnica Kondor, 1966
- Martin Kačur. Ljubljana: Mladinska knjiga, 1966
- Izbrano delo Bd. 3. Ljubljana: Mladinska knjiga, 1967
- Zbrano delo Bd. 14. Ljubljana: Državna založba Slovenije, 1970
- Martin Kačur. Maribor: Obzorja, 1976
- Martin Kačur. Ljubljana: Prešernova družba, 1976
- Martin Kačur. Ljubljana: Mladinska knjiga, 1978
- Dela Bd. 3. Ljubljana: Cankarjeva založba, 1986
- Martin Kačur. Ljubljana: Mladinska knjiga, 1991
- Martin Kačur. Ljubljana: Karantanija, 1991
- Martin Kačur. Ljubljana: DZS, 1999
- Martin Kačur. Ljubljana: DZS, 2001
- Martin Kačur. Ljubljana: Delo/Inteleg/Študentska založba, 2006 ISBN 961-6570-16-1

## Übersetzungen

### Deutsch
- Am Steilweg. Übersetzung: Manfred Jähnichen. Berlin(Ost) und Weimar: Aufbau Verlag, 1965
- Martin Kačur, der Idealist. Übersetzung: Manfred Jähnichen. Klagenfurt: Drava, 1984 ISBN 3-85435-025-2
- Martin Kačur. Lebensbeschreibung eines Idealisten. Übersetzung: Erwin Köstler. Klagenfurt: Drava, 2006 ISBN 3-85435-457-6

### Finnisch
- 1907

### Kroatisch
- Martin Kačur. Životopis jednog idealieta. Zagreb, 1934
- Martin Kačur. Zagreb, 1968

### Italienisch
- Martin Kačur. Biografia di un idealista. Fiume, 1954
- Biografia di un idealista. Mailand: Rizzoli, 1964
- Martin Kačur. Biografia di un idealista. Mailand: Arnoldo Mondadori, 1981

### Mazedonisch
- Martin Kačur. Skopje: Školska biblioteka, 1955
- Martin Kačur. Skopje, 1965

### Russisch
- Martin Kačur. Moskau: Hudožestvennaja literatura, 1973
- Čužie/Na ulice bednjakov/Martin Kačur. Moskau: Hudožestvennaja literatura, 1987

### Serbokroatisch
- Martin Kačur. Sarajevo, 1951

### Serbisch
- Martin Kačur/Sluga Jernej i njegovo pravo, Belgrad, 1954
- Martin Kačur. Belgrad: Nolit, 1970
- Martin Kačur. Belgrad: Nolit, 1974

### Ungarisch
- Egy idealista élete: válogatott elbeszélések. Murska Sobota: Pomurska založba, 1980
- Egy idealista élete: válogatott elbeszélések. Budapest: Európa Könyvkiadó, 1981

## Dramatisierungen
- A. Malavašič-Zakrajsek, 1946
- Fr. Smerdu, 1951
- Fr. Smerdu, 1954
- Janez Povše, Ljubljana: Delavska enotnost, 1977
- Fulvio Tomizza: Der Idealist. Wien: Volkstheater, 1983 (Uraufführung Triest)

## Hörspiel
- V. Ocvirk, 1953

## Verfilmung
- Idealist. Jugoslawien, 1976 (Buch: Vitomil Zupan. Regie: Igor Pretnar)